# Saint-Sauvant (Charente-Maritime)
Saint-Sauvant – miejscowość i gmina we Francji, w regionie Nowa Akwitania, w departamencie Charente-Maritime.
Według danych na rok 1990 gminę zamieszkiwało 501 osób, a gęstość zaludnienia wynosiła 71 osób/km² (wśród 1467 gmin regionu Poitou-Charentes Saint-Sauvant plasuje się na 554. miejscu pod względem liczby ludności, natomiast pod względem powierzchni na miejscu 989.).